# John Haniel

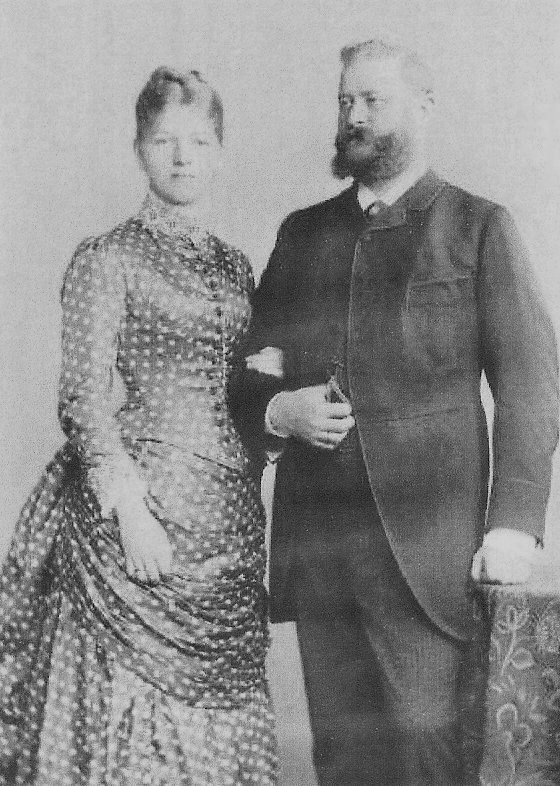
John von Haniel und Helene, geb. Zurhelle

John Eugen Louis Haniel (seit 1899 von Haniel) (* 22. Januar 1849 in Ruhrort; † 11. Juni 1912 in Karlsbad) war ein preußischer Landrat, Grubenbesitzer und Politiker. Er war Nachfahre des Unternehmers Franz Haniel.

## Leben und Wirken
Der jüngste Sohn des Unternehmers Max Haniel (1813–1887) und der Friederike, geb. Cockerill (1816–1854), Tochter des Stahlunternehmers William Cockerill, studierte an der TH Aachen und an der TH Berlin und schloss das Studium als Dr. phil. ab. Danach war er zunächst Bergassessor.
Noch als Student verfasste Haniel eine Abhandlung über das Eisensteinvorkommen im deutschen Juragebirge, die in der deutschen geologischen Zeitschrift für Berg-, Hütten- und Salinenwesen veröffentlicht worden ist. Diese Arbeit führte zu seiner Aufnahme als korrespondierendes Mitglied in die k. u. k. österreichischen Reichsanstalt. Zur gleichen Zeit veröffentlichte er noch eine Arbeit über das Abteufen im schwimmenden Gebirge der Zeche Rheinpreußen und verfasste später noch eine eingehende Beschreibung der bis dahin unbekannten Flözeinlagerungen in der Horst-Hertener-Mulde, die im Essener Bädeker-Verlag erschien.
Zwischen 1883 und 1895 amtierte Haniel als Landrat in  Moers. Als solcher ließ er nach einem verheerenden Hochwasser die Rheindämme erhöhen und sorgte für den Bau einer Eisenbahnlinie durch den gesamten Kreis in Nord-Süd-Richtung. Diese von Haniel mit initiierte Eisenbahnstrecke zwischen Moers und Duisburg wurde 1903 in Betrieb genommen. Dafür erhielt er 1904 die Ehrenbürgerwürde von Moers.

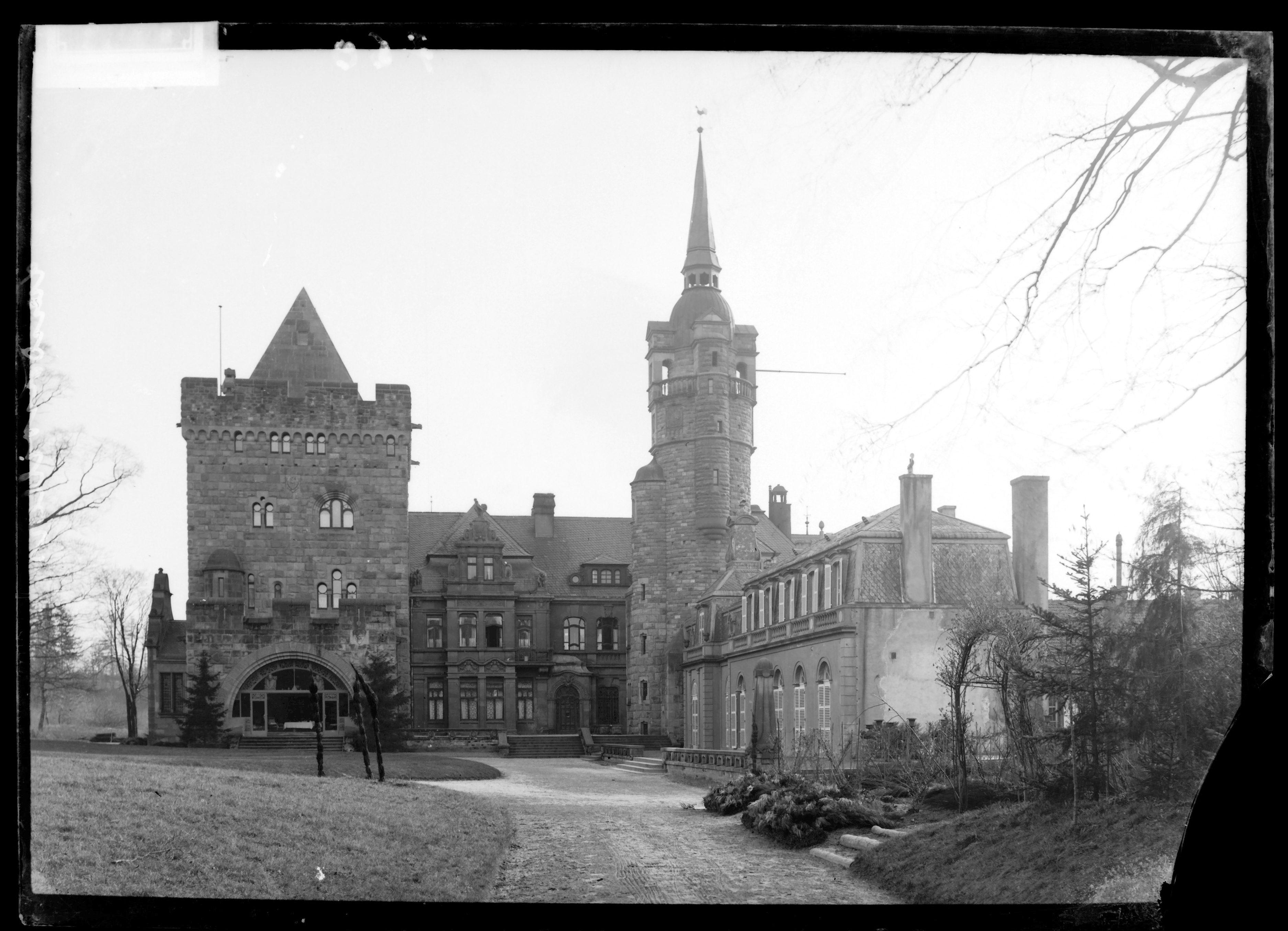
Schloss Landonvillers, 1935

Bereits 1894 verlegte Haniel seinen Hauptwohnsitz nach Lothringen, wo er sein Gut in Landonvillers bewirtschaftete, und führte dort erfolgreich die niederrheinische Viehzucht und die holländische Weidewirtschaft ein. Das in Haniels Besitz befindliche Schloss Landonvillers, welches später – im Jahre 1918 – enteignet wurde, hatte Haniel zuvor im Jahre 1891 erworben und ließ es zwischen 1903 und 1906 durch den Architekten Bodo Ebhardt im Stil der Neorenaissance und der Neoromanik umgestalten. Zugleich vergrößerte er im Laufe der Zeit seinen Grundbesitz durch den Erwerb mehrerer Güter in den Kreisen Kleve, Moers und Teltow sowie durch Ankauf des Klostergutes La Grange Le Mercier und des Schlosses Vantoux bei Metz. Schließlich erwarb Haniel von dem Konsularagenten Conradin Startz noch das Schloss Rahe in Aachen-Laurensberg.
Darüber hinaus verwaltete er weiterhin seinen Grubenbesitz im Kreis Moers und war in weiteren Montanunternehmen tätig. Haniel war Mitglied mehrerer Grubenvorständen, darunter den der Zeche Zollverein, Zeche Rheinpreußen und der Zeche Fröhliche Morgensonne sowie Mitglied im Aufsichtsrat der Gutehoffnungshütte. Diese Tätigkeit ließ er während seiner Dienstzeit als preußischer Beamter ruhen, nahm sie aber nach dem Ausscheiden aus dem Staatsdienst verstärkt wieder auf. Ferner publizierte er zum Bergwesen.
Seit 1885 gehörte Haniel dem Volkswirtschaftsrat an und war außerdem Mitglied im rheinischen Provinziallandtag. Als Angehöriger  der freikonservativen Partei gehörte er zwischen 1886 und 1898 auch dem preußischen Abgeordnetenhaus an. 

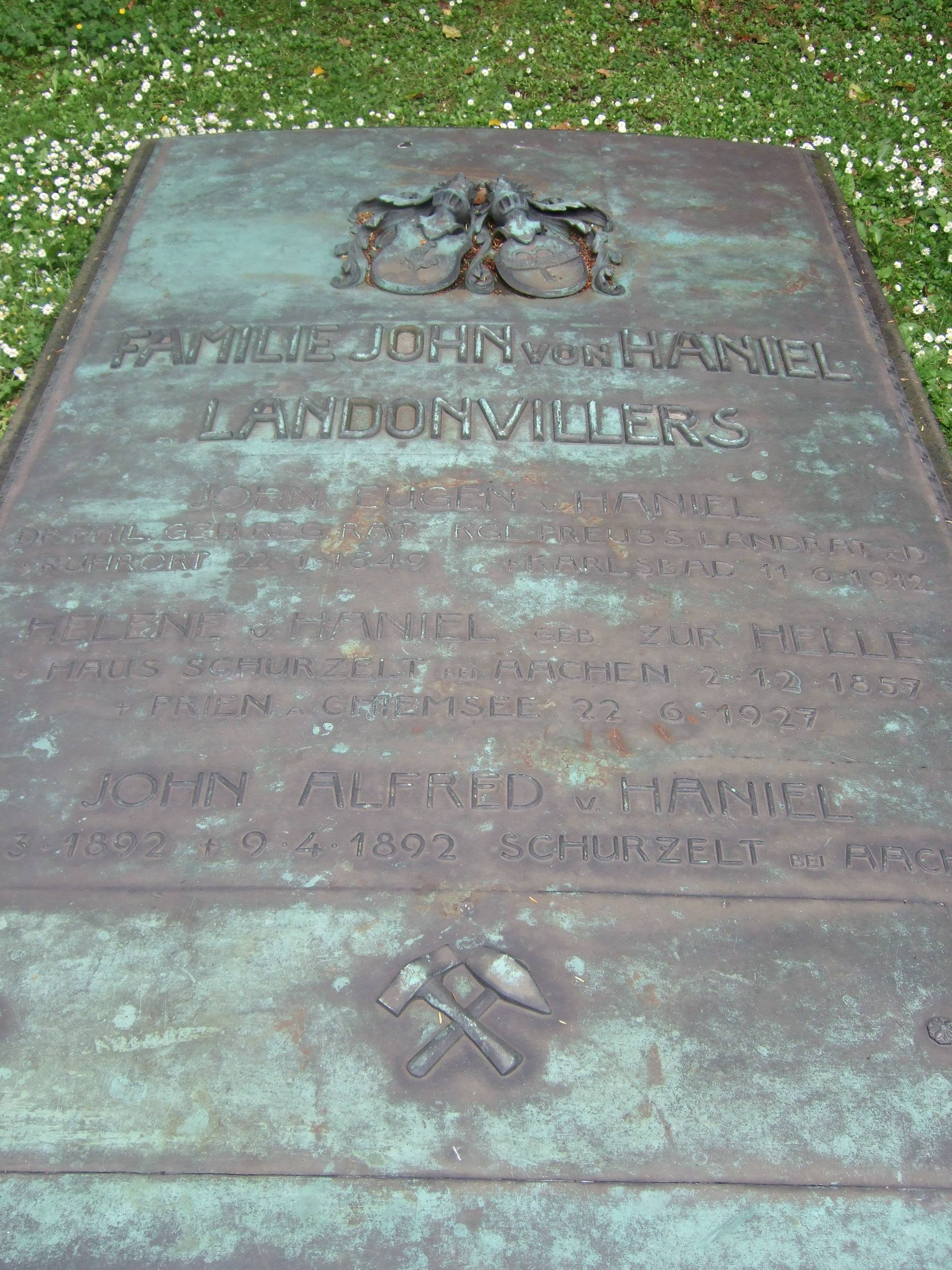
Grabstätte der Familie John von Haniel auf dem Aachener Westfriedhof I

Im Jahr 1899 wurde John Haniel für seine Verdienste in den preußischen Adelsstand erhoben. 1912 wurde er zum Geheimen Regierungsrat ernannt.

## Familie
Haniel, der in erster Ehe mit Fanny Stinnes (1857–1883), einer Tochter des Reeders und Kaufmanns  Johann Gustav Stinnes, verheiratet gewesen war, heiratete nach deren Tod durch Kindbettfieber in zweiter Ehe am 1. Juli 1885 in Laurensberg Helene Zurhelle (* 12. Februar 1857 in Laurensberg;† 22. Juni 1927 in Prien am Chiemsee), Tochter des Gutsbesitzers Adolf Zurhelle und seiner Frau Clothilde Zurhelle, geb. Lochner, die wiederum eine Tochter des Aachener Tuchfabrikanten Johann Friedrich Lochner war. Aus der Ehe gingen fünf Kinder hervor: die Töchter Fanny (* 1886), Frieda (* 1889), Helene (* 1889) und Else (* 1894; ⚭ 2. August 1914 Rittmeister Carl Braun, Fliegerpionier) sowie der Sohn John Alfred (* 1892), der kurz nach seiner Geburt verstarb.